# Sander Janson
Sander Janson (Schiedam, 10 april 1970) is een Nederlands televisiepresentator. Hij is vooral bekend van het programma Campinglife.

## Loopbaan
Janson volgde een mbo- en hbo-opleiding. In 2000 presenteerde hij zijn eerste televisieprogramma, Spott TV, samen met Viola Holt. Janson presenteerde bij RTL 4 samen met Judith de Klijn de Nationale Muntenjacht. Vanaf 2001 tot 2016 presenteerde hij Campinglife, eerst met Corine Boon, later met andere presentatrices.
In 2007 deed Janson mee aan het programma Dancing on Ice. Voor laatste seizoenen van Lotto Weekend Miljonairs was Janson presentator op locatie. Hij reikte prijzen uit aan winnaars van de Lotto. Tevens was Janson de voice-over stem van de getallen tijdens de trekking van Lotto Weekend Miljonairs. In 2008 was Janson een van de presentatoren van het zomerprogramma Nederland Vertrekt op RTL 4. In het voorjaar van 2009 werd bekend dat hij het nieuwe RTL 4-consumentenprogramma Getild zou gaan presenteren. Dit werd tot nader order uitgesteld. Vervolgens werd Janson toegevoegd aan het presentatieteam van RTL Vandaag. In de zomer van 2009 maakte Janson deel uit van het RTL 4-zomerprogramma Ik kom bij je eten. Vanaf eind maart 2010 presenteerde hij SOS Verbouwing. Hij volgde Angela Groothuizen op als presentator van dit programma.
In 2015 deed Janson mee aan Expeditie Robinson. In 2020 was Sander Janson deelnemer aan het programma Lang leve de liefde. In 2022 deed Janson mee aan het televisieprogramma De Alleskunner waar hij zevende eindigde. In 2023 deed Janson mee aan het televisieprogramma Weet Ik Veel.

## Televisieprogramma's
RTL 4: 
- Spott TV (2000)
- Campinglife (2001-2016)
- De Nationale Muntenjacht (2001)
- Lotto Weekend Miljonairs (medepresentator) (2007-2008)
- Nederland Vertrekt (2008)
- RTL Snowmagazine (2008-2020) (seizoen 2008/2009 bij RTL 7, vanaf 2009 bij RTL 4 te zien)
- RTL Vandaag (2009)
- Ik kom bij je eten (2009-2012)
- SOS Verbouwing (2010)
- Koffietijd (2010 & 2012; gastpresentator)
- Ambassadeur voor 1 dag (2012)
- RTL Breakfast Club (2015; gastpresentator)
- Myrna Plus (item-presentator) (2016-2017)
- Camping onder de Zon (2016-2017)
- RTL Kampeert (2020-2021)
- Camp to go (2020-heden)
- & More (2021-heden)

RTL 5:
- Pech op de piste (2019-2020)

RTL 7:
- The Scandinavian Roadtrip (2014)

YOUTUBE:
- Lighthouse TV (2025-heden)